# Nyland, Åre kommun
Nyland är en by, sedan 2015 klassad som en småort, i Undersåkers distrikt (Undersåkers socken) i Åre kommun, Jämtlands län (Jämtland). Byn ligger vid Europaväg 14, Länsväg 695, Mittbanan och Indalsälven, cirka sex kilometer västerut från Järpen och ungefär lika långt österut från Undersåker.